# Monte Diklosmta
El monte Diklosmta, o Diklo, es un pico situado en las montañas del Cáucaso, al este de Georgia. Se encuentra en la cadena montañosa de Pirikita que está unida por el norte con el Gran Cáucaso. La altitud de la cumbre es de 4.285 m sobre el nivel del mar, la montaña tiene varios glaciares, algunos de los cuales descienden hacia el valle de la cadena montañosa.